# Ben Sidran
Ben Hirsh Sidran (Chicago, Illinois, 14 de agosto de 1943) é um pianista, organista e cantor de smooth jazz e rock,  que adquiriu projeção especialmente por sua participação na Steve Miller Band, além de também ser escritor.

## Histórico
Sidran estudou na Universidade de Wisconsin–Madison onde, em 1961, integrou o grupo The Ardells, junto a Steve Miller e Boz Scaggs. Depois de sua gradução, em 1966, Sidran transferiu-se à Universidade of Sussex, em Inglaterra, para continuar seus estudos.
Sidran se reencontrou com Miller num estúdio de gravação de Inglaterra para tocar no álbum "Children of the Future". Durante sua estadia em solo britânico, exerceu a função de músico de sessões, trabalhando para Eric Clapton, The Rolling Stones, Peter Frampton e Charlie Watts. Sidran voltou a Madison (Wisconsin), onde tinha crescido, em 1971, e tocou com músicos locais, como o baterista Clyde Stubblefield e o tecladista Leo Sidran. Seu primeiro disco como líder de banda, "Feel you groove", partia de uma fusão de jazz e rock, com toques grooves. Ao longo das duas décadas seguintes, trabalhou como docente na Universidade de Wisconsin e realizou atuações e gravações com seu grupo, dentro de um estilo de fusion próximo ao smooth jazz.
Sidran montou, na década de 1990, seu próprio selo fonográfico, "Go Jazz Records", com artistas como Georgie Fame, Ricky Peterson ou Phil Upchurch. Como músico e produtor, tem trabalhado com artistas como Mose Allison, Van Morrison, Diana Ross e Rickie Lee Jones.

## Obras literárias
Tem escrito também vários livros, como "Black Talk," (um estudo sociológico dos negros nos EUA), as memórias "A Life in the Music", e "Talking Jazz", uma coleção de entrevistas com músicos históricos do jazz.

## Discografia
- 1971 - Feel Your Groove (Capitol) - com Blue Mitchell
- 1972 - I Lead a Life Blue Thumb
- 1973 - Puttin' in Time on Planet Earth (Blue Thumb)
- 1974 - Dom't Let Go  (Blue Thumb)
- 1976 - Free in America (Aresta)
- 1977 - The Doutor Is In (Aresta)
- 1978 -  A Little Kiss in the Night (Aresta)
- 1979 - Live at Montreux (Aresta)
- 1980 - The Cat and the Hat (A&M)
- 1981 - Get To The Point (Polystar)
- 1982 - Old Songs for the New Depression (Island / reeditado por Go Jazz)
- 1983 - Bop City (Island / Go Jazz)
- 1984 - Live - com Richard Davies (Madrigal / reeditado por Go Jazz)
- 1985 - On the Cool Side (Windham Hill / reeditado por Go Jazz)
- 1986 - Have You Met...Barcelona? (Orange Blue)
- 1987 - On the Live Side (Windham Hill / reeditado por Go Jazz)
- 1988 - Too Hot to Touch (Windham Hill / reeditado por Go Jazz)
- 1990 - Cool Paradise (Go Jazz)
- 1994 - Life's a Lesson (Go Jazz)
- 1996 - Mr. P's Shuffle (Go Jazz)
- 1997 - Go Jazz All-Stars (Go Jazz)
- 1998 - Live at Celebrity Lounge (Go Jazz)
- 2000 - Concert For Garcia Lorca (Go Jazz) - Nominado aos Prêmios Grammy
- 2002 - Walk Pretty, The Music Of Alec Wilder (Go Jazz)

- On The Live Side (DVD) 8Go Jazz(
- 2004 - Nick's Bump  (Nardis Music)

- Sentimental Journey (Bonsai Records) - Compilação lançada somente na França
- 2005 - Bumpin' At The Sunside  (Nardis Music) - Gravado ao vivo em The Sunside, Paris - 2003

- Jazz Legends: Live at the Palais Dês Festivals Hall DVD, gravado em Cannes - 1989
- In Concert at Ohne Filter  DVD, gravado ao vivo na Alemanha - 1995
- 2006 - Live à fip  (Bonsai Music)
- 2008 - Cem Noites (Nardis Music)
- 2009 - Dylan Different (Nardis Music)
- 2013 - Don't Cry for No Hipster (Nardis Music)
- 2015	- Blue Camus	Nardis (Nardis Music)
- 2017	- Picture Him Happy	(Nardis Music)